# Tratado de Westminster (1756)
El Tratado de Westminster fue un tratado de neutralidad firmado el 16 de enero de 1756 entre Federico II el Grande de Prusia y el Rey Jorge II del Reino de Gran Bretaña en el palacio de Whitehall de la ciudad de Westminster. Basados en los términos del acuerdo, tanto Prusia como Gran Bretaña evitarían el paso de tropas francesas a través de territorios prusianos. Supuso un momento de inflexión en las relaciones internacionales de la Edad Moderna pues, junto con el Tratado de Versalles de 1756, alteró el sistema de alianzas tradicional entre las potencias europeas desde principios del siglo XVIII, un suceso conocido como Revolución Diplomática.

## Contexto histórico

### La situación europea 1648-1748
Desde 1648 el ducado de Brandeburgo-Prusia se opuso a la política exterior francesa, tanto en la guerra franco-neerlandesa de 1672 como en la guerra de los Nueve Años en 1688. En 1701 el ducado es elevado a la categoría de reino por el emperador Leopoldo I, por lo cual tanto Federico I como su sucesor Federico Guillermo I llevan a cabo un acercamiento a la Monarquía de los Habsburgo, que detentaban el poder imperial en el Sacro Imperio, participando en la guerra de sucesión española en favor de Carlos de Austria, aunque fuera de manera residual.
Al mismo tiempo, la principal proyección exterior prusiana es frenar el poder sueco en el Báltico, y por ello Prusia entrará a formar parte de la coalición que combatirá a Suecia, aliada de Francia, en la Gran Guerra del Norte entre 1700 y 1721. Nuevamente en la guerra de sucesión polaca (1733-38) las fuerzas prusianas y francesas se enfrentaran en bandos opuestos.
Con la subida al trono de Federico II, la política exterior prusiana cambia drásticamente. Existe un progresivo alejamiento de la alianza con Austria y se produce un acercamiento a Francia en busca de apoyo a las pretensiones prusianas sobre Silesia, controlada por Austria en las llamadas Guerras de Silesia. La alianza franco-prusiana quedó formalizada con el Tratado de Breslau (5 de junio de 1740) y puesta en práctica durante la guerra de sucesión austriaca.
Por su parte, el Reino de Gran Bretaña había reconocido al Reino de Prusia en 1701 pero las relaciones diplomáticas entre ambos Estados tenían un perfil bajo, e incluso hubo un enfrentamiento en la Gran Guerra del Norte durante la intervención británica entre 1719 y 1720. La guerra de sucesión austriaca supuso un nuevo motivo de enfrentamiento entre Gran Bretaña, aliada de Austria, y Prusia, aliada de Francia.
Gran Bretaña formalizó su alianza con Austria desde 1731 con el objetivo de que esta defendiera, a través de los Países Bajos Austríacos, la soberanía británica sobre Hanover (en unión personal con los monarcas británicos) de posibles ataques franceses, y a partir de 1740 de ataques prusianos. Sin embargo, las presiones británicas a raíz de la derrota de Fontenoy (1745) para que Austria reconociera la ocupación prusiana de Silesia, y así poner fin a la guerra, mermaron considerablemente la confianza de Austria en el gobierno de Londres.

### La guerra de los Siete Años (1756-1763)
Con el estallido del conflicto entre Francia y Gran Bretaña en América (guerra franco-india), Londres sondeó a la Corte de Viena para que esta protegiera a Hanover de un ataque francés en la futura guerra que se desarrollaría en Europa. Sin embargo, Austria, cuya política exterior estaba dirigida por el conde Wenzel Anton von Kaunitz-Rietberg, se negó a reforzar sus tropas en los Países Bajos austriacos (limítrofes con Francia) mientras Londres no aportara fondos a una operación austriaca para recuperar Silesia.
El rey Jorge II y su primer ministro Thomas Pelham-Holles consideraban que Austria no podía ayudar a defender Hanover si entraban en guerra con Prusia, pues esta junto con Francia podrían invadir Hanover y derrotar a los austriacos. Por ello, iniciaron un acercamiento diplomático al principal aliado francés, Prusia. En Prusia tuvo buena acogida este giro inglés, ya que le garantizaba la influencia de Londres en la corte rusa para impedir una alianza ruso-austriaca, principal preocupación del rey prusiano Federico II. 
El Tratado de Westminster, firmado el 16 de enero de 1756, certificó la neutralidad prusiana en la guerra entre Francia y Gran Bretaña. Luis XV intentó persuadir a Federico II para un nuevo tratado de alianza entre ambas naciones, pero la negativa prusiana acabó con la alianza que, hasta ahora, mantenían Francia y Prusia.
Luis XV respondió con un acercamiento a Austria, antigua aliada británica, que se completó con la firma de un acuerdo de neutralidad en el Primer Tratado de Versalles (1 de mayo de 1756). La creación de una coalición antiprusiana, (Segundo Tratado de Versalles y Tercer Tratado de Versalles) formada por los firmantes del primer tratado más Suecia, Sajonia y el Imperio ruso, obligó a Prusia y a Gran Bretaña a reforzar sus lazos con un tratado de alianza militar, el Tratado anglo-prusiano de 1758.
- Datos: Q544653